# Rinaldo Calheiros
Rinaldo Calheiros (Maceió, 3 de dezembro de 1926 – Rio de Janeiro, 5 de maio de 2014) foi um cantor brasileiro cuja carreira teve seu apogeu nas décadas de 1950-60. Ficou conhecido nesse período como a voz que emociona.
Nascido em Maceió, Alagoas, ainda jovem ingressou na carreira militar, tendo estudado na Escola Técnica da Aeronáutica. Após formado, trabalhou na Base Aérea de Natal, mas sofreu um acidente automobilístico que ocasionou a sua reforma.
Sua estreia como cantou deu-se na Rádio Poty de Natal; sua voz e boa aparência lhe deram fama de galã na cidade. Em 1951 entrou para o grupo Trio Acaiaca, onde era o cantor solista tendo como parceiros Chico Elion no violão e João Juvanklin no acordeão.
Em 1960 mudou-se para São Paulo, cidade na qual gravou inúmeros discos pelas gravadoras Continental, CBS e Columbia. Neste período fez participações com as orquestras Mocambo e Jazz Paraguary.
Em 1962, a gravadora Copacabana o reuniu com outro grande nome de sucesso do seu cast : Silvana. Gravaram um LP neste mesmo ano, ficando este como o melhor disco da carreira de Rinaldo.
Na década de 60, gravou cerca de 10 LP's, sendo 7 na Copacabana. Em 1970 esteve na Philips, onde gravou um compacto simples e depois voltou para a Copacabana.    
Faleceu no dia 5 de maio de 2014 no Rio de Janeiro.

## Discografia
- 1955 - Se eu fracassar - Mocambo (78 rpm - 1º disco)
- 1961 - Em tudo existe o amor - Copacabana (LP)
- 1962 - Mensagem de amor - Copacabana (LP)
- 1962 - Ouvindo-te com amor - Copacabana (LP)
- 1963 - Uma lágrima tua - Copacabana (LP)
- 1964 - Seu adeus - Copacabana (LP)
- 1965 - 12 vezes sucesso - Copacabana (LP)
- 1965 - Canto para um coração solitário - Copacabana (LP)
- 1966 - A voz que emociona - CBS (LP)
- 1974 - Com amor - Som hi-fi (LP)
- 1977 - Rinaldo Calheiros - Beverly (LP)
- 1998 - Seleção de ouro 20 sucessos - EMI/Copacabana (CD)